# 来姓
来姓是中文姓氏之一，在中国人口排名中列326位（2013年数据），有14.8万人，主要分布于浙江省。

## 姓氏来源
- 源出虞姓：出自古代舜帝的后代遏父，属于以封邑名称为氏。胡公满的子孙以陈国国名为姓，称陈氏。陈氏有子孙分封在徕邑，其后裔遂以封邑名称为姓氏，称徕氏，后简化为来氏。[2][1]
- 源出妫姓，出自古代夏王朝的大禹之裔孙伎来，属于以先祖名字为氏。伎来的后裔子孙中，有以先祖名字为姓氏者，称来氏。[2][1]
- 源出子姓，出自商汤王族后裔之封地，属于以封邑名称为氏。商王族支孙食采于郲，并建国，其后遂以封地名称“郲”为姓氏，后简化为来氏。[2][1]
- 源出子姓，出自商朝莱侯之后裔，属于以国名因故改姓为氏。鲁襄公六年，莱国被齐侯所彻灭，莱侯之子浮柔跑奔至棠邑，因失国而去“艹”部首，称作来氏。[2][1][3]:4
- 源出回族，出自蒙古族札赉特部，属于汉化改姓为氏。在和卓·和札赉的族人以及后裔子孙中，有取原部族汉语称谓“札赉特”之“赉”为汉化姓氏者，简笔为来，成为回族来氏的主源。[2]
- 源出蒙古族，出自蒙古族来默氏、毛忽来氏部落，属于以部族称谓汉化为氏。[2][1]

## 名人
- 来章：战国时齐国卿士。
- 来汉：西汉时任光禄大夫。
- 来歙：东汉时征羌侯。
- 来历：来歙曾孙，东汉时征羌侯。
- 来敏：来历曾孙，三国时任官典学校尉。
- 来忠：来敏之子，三国时任姜维参军。
- 来护儿：隋朝时任泉州刺史。
- 来恒：唐朝时任中黄门侍郎。
- 來俊臣：唐朝左台御史中丞
- 来济：唐高宗时，任中书侍郎兼弘文馆学士。
- 来知德：明朝学者、哲学家、思想家，字矣鲜，号矍唐，别号十二峰道人。
- 来新夏：中国作家、历史学者。
- 来学嘉：上海交通大学教授、密码学专家、IDEA密码的发明者、国际密码学会高级会员。
- 来奕军：中国001A型航空母舰首任舰长。

## 迁徙和分布
宋理宗嘉泰二年（1202年），来廷绍离开原来居住的河南鄢陵，全家南迁。渡西陵时得了急病，未赴任而卒于萧山祗园寺，葬在萧山湘湖方家坞。其长子来师安守墓，占籍萧山，卜居冠山之南，形成了萧山来氏，并有长河六支分散在浙江杭州一带。:13
来廷绍的幼子来师周后又迁回河南。明朝中期，师周子孙迁入洛阳，形成洛阳来氏。后因战乱，来思信又迁至延秋。现有220多户，1,000多人。鄢陵县陈化店镇有30多户，200多人的来氏一族居住，可能是南迁萧山时的遗留，也可能是迁还河南的一支。:26、28
萧山有一支先迁到了湖北麻城。元末时（具体可能是1368年），来泰由楚入蜀，居于梁山，成为蜀地来氏之始祖。:28
除此之外，来姓在湖北、陕西、山东也都有分布。:29
台灣也有來姓，主要為平埔族群所使用，在清治時期因漢化而根據原姓氏的最後一個音節「-lay」取漢姓為「來」。

## 延伸阅读
[在维基数据编辑]
 《欽定古今圖書集成·明倫彙編·氏族典·來姓部》，出自陈梦雷《古今圖書集成》